# Arquitetura barroca em Portugal

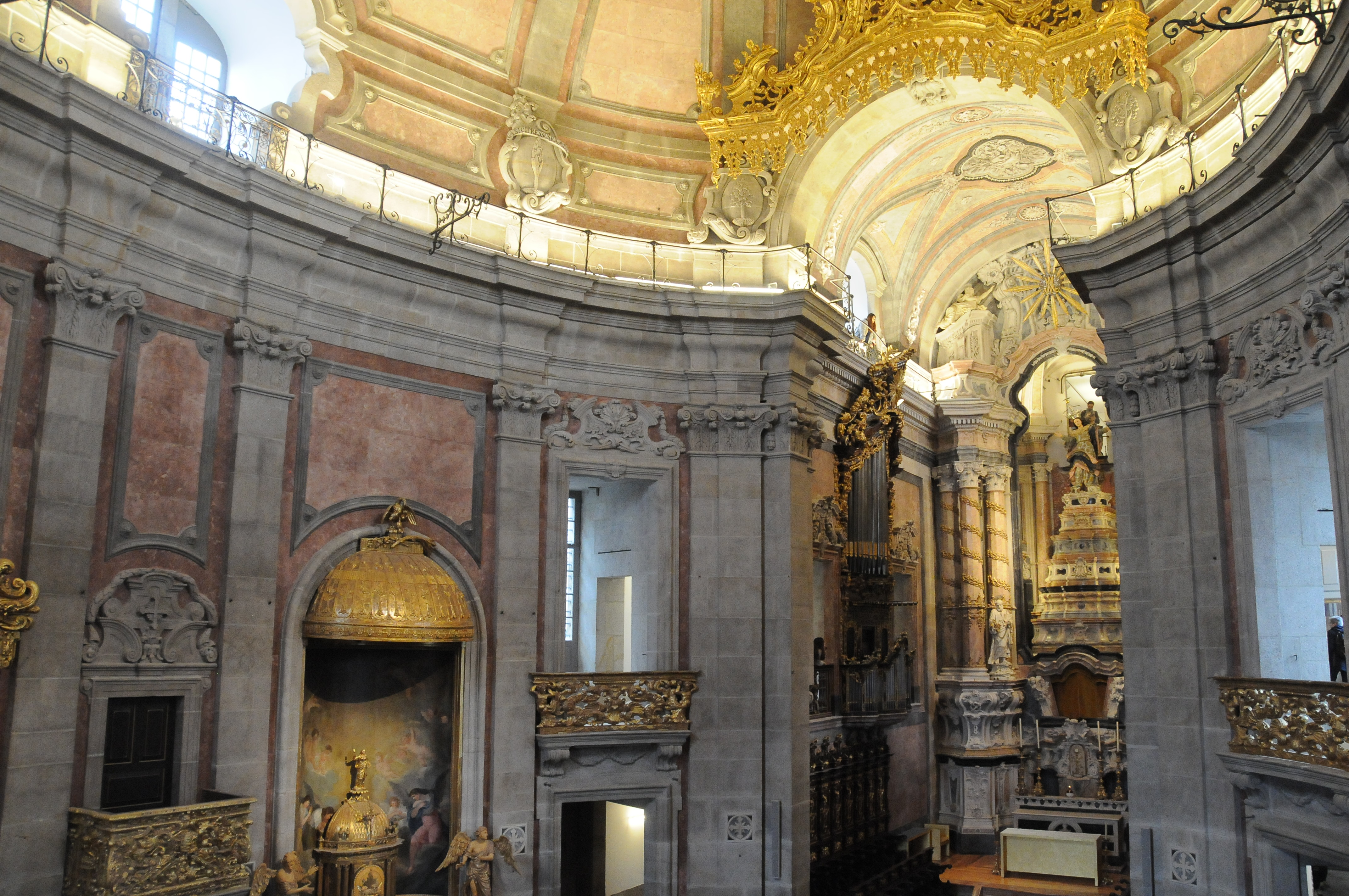
Interior da Igreja dos Clérigos, Porto

Em Portugal, a arquitectura barroca durou cerca de dois séculos (finais do século XVII e século XVIII). Surge em Portugal num período difícil ao nível político, económico e social, situação que se fez sentir igualmente na cultura e arte. É tempo do domínio filipino, tendo-se, também, perdido algumas colónias e ainda as guerras da Restauração. É tempo ainda da pressão exercida pela Inquisição. Contudo, este período conturbado altera-se com os reinados de D. João V e D. José, pois aumentam as importações de ouro e diamantes, num período denominado de Absolutismo Régio.

## Arquitectura religiosa

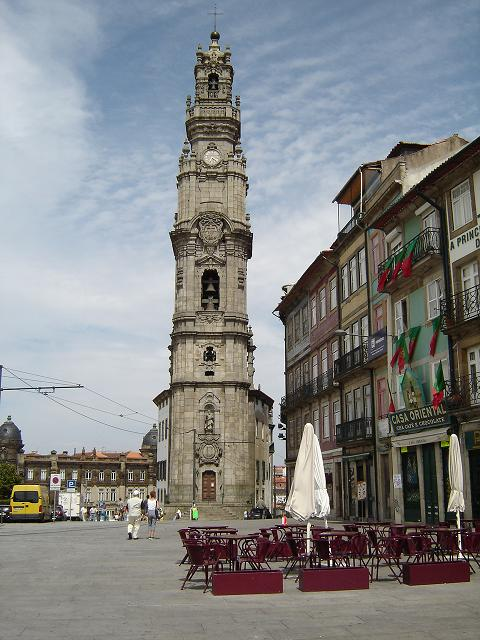
Torre dos Clérigos, Porto.

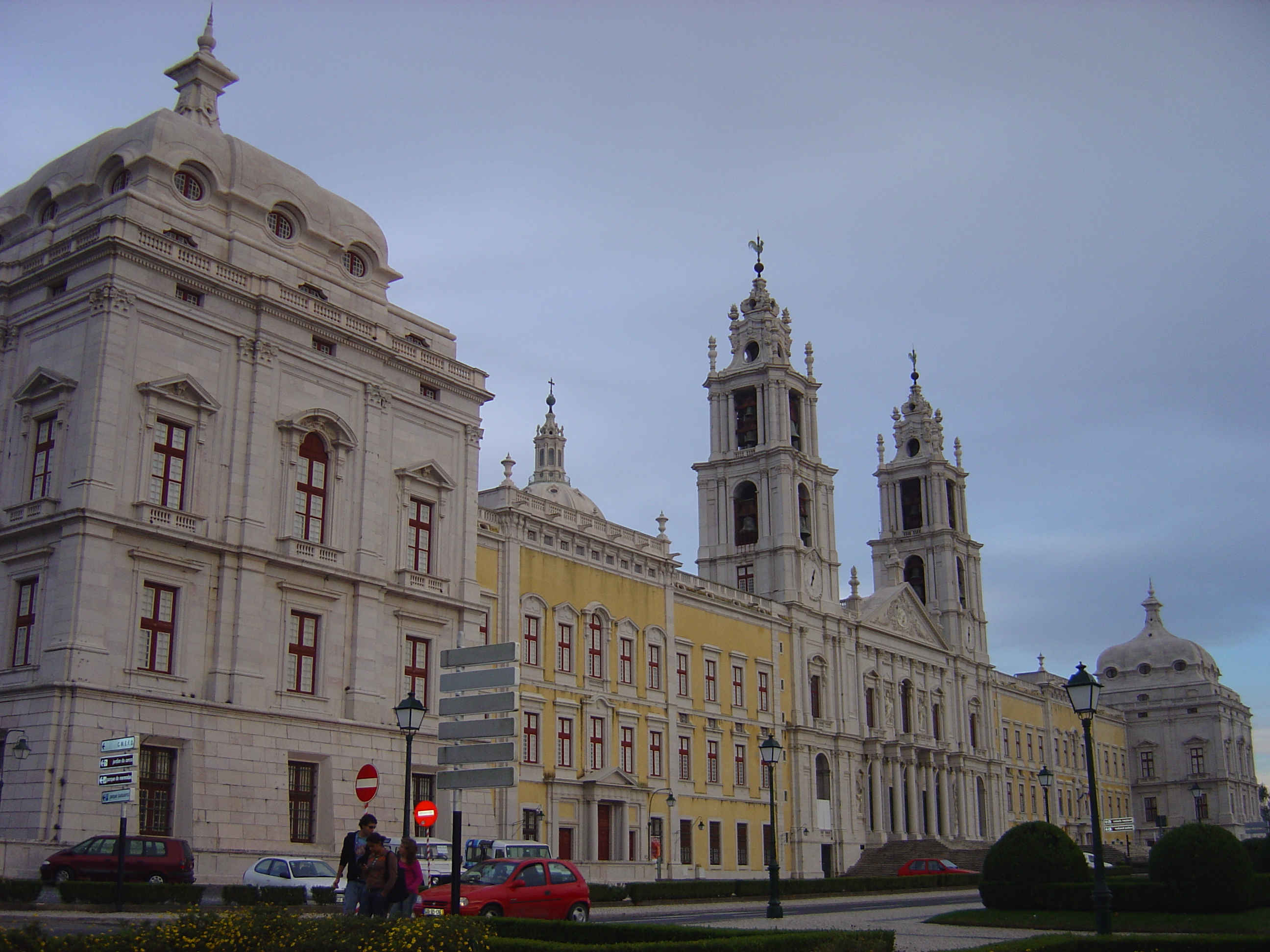
Convento de Mafra.

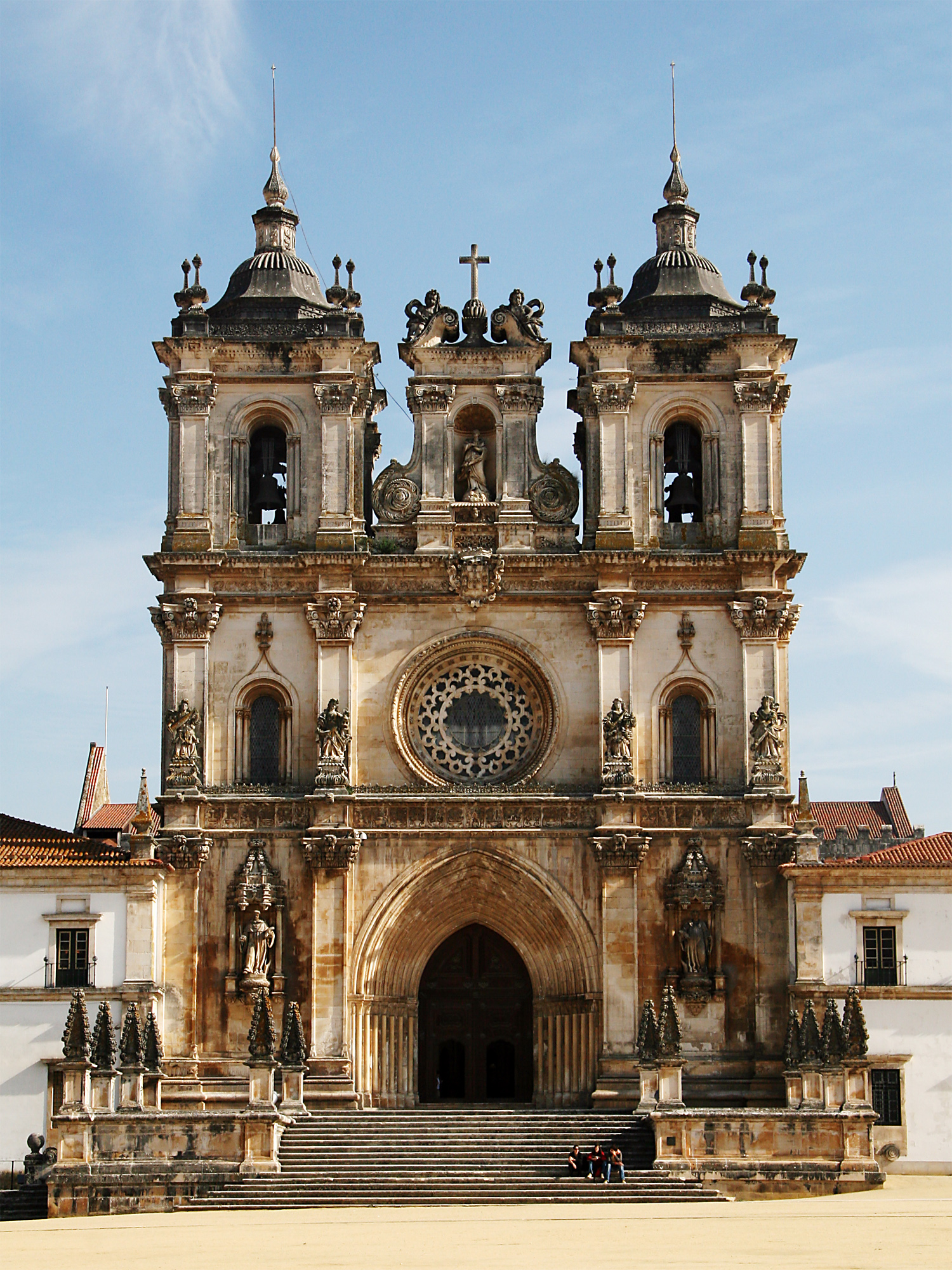
Mosteiro de Alcobaça, A fachada principal do Mosteiro, a ocidente, foi alterada entre 1702 e 1725 com elementos do estilo barroco.

O barroco inicia-se de forma fragmenta: motivos dispersos, de feição não-estrutural, decorativos, inseridos em edifícios já existentes. É um período de experimentação de formas e das suas potencialidades, fenómeno minoritário que lentamente irá desalojar um maneirismo persistente e duradouro, até se transformar em discurso dominante. A planimetria longitudinal, sobrecarregada, senão absorvida pela decoração, assim era vista a arquitetura barroca, mas não se resumindo a isso, uma outra realidade domina o barroco produzido: a grande diversidade de plantas, propondo espaços diversificados e variados.
A talha dourada seguira um percurso próprio, relacionando-se com a arquitetura com o propósito de dinamizar espaços internos estáticos e austeros já existentes, que se conservam, e cuja fisionomia é assim alterada. Os exemplos desta dinamização e ampliação espacial feita pela decoração multiplicam-se em número infinito por todo o território nacional. Um dos primeiros exemplos é a igreja do Convento de Nossa Senhora da Conceição dos Cardais (1681-1703), em Lisboa.
Estas eram as características que marcavam os princípios austeros e rígidos da igreja e do poder régio. Neste período, encontramos arquitectos portugueses, nomeadamente João Antunes ou João Nunes Tinoco (igreja de Santa Engrácia, em Lisboa).
Com o Renascimento, surgem as plantas de forma circular, prolongando-se pelo Maneirismo. Assim, encontramos a igreja e claustro da Serra do Pilar, de Diogo de Castilho (século XVI/XVII). 
- Igreja de S: Gonçalo, Amarante (1705);
- Igreja do Senhor da Pedra, Óbidos, (1740-47);
- Igreja do Senhor da Cruz, Barcelos.

Além destas igrejas, encontram-se um pouco por todo o país inúmeras capelas. Devido à duração do Maneirismo em Portugal, há zonas em que se passa do maneirismo para o Rococó, pelo que se encontram muitos edifícios de planta octogonal e hexagonal. É um momento em
que se prevê já o chamado Barroco Pleno, em que encontramos, por um lado, plantas rectangulares de influência maneirista, por
outro, os edifícios mais decorados. É tempo do terramoto de 1755, que destruiu inúmeros edifícios.
É nesta altura que o rei começa a mandar construir edifícios não só religiosos mas também civis., nomeadamente alterações no Paço da Ribeira. Foram feitas inúmeras encomendas de desenhos, livros, feitos por artistas estrangeiros. Esta arquitectura é, então, marcada por uma decoração essencialmente de talha dourada, nas paredes e retábulos e azulejaria, sentindo-se, também, uma certa sobriedade estrutural.
É assim que é definido o começo da arquitectura religiosa joanina. É um estilo que se desenvolve, maioritariamente, no Norte com
Nicolau Nasoni (1691-1773), que interligou características do barroco italiano com o que se produzia em território português. Destacam-se, então, como exemplos no Porto:
- Igreja do Bom Jesus de Matosinhos;
- Igreja da Misericórdia;
- Paço Episcopal;
- Loggia da Sé;
- Igreja e Torre dos Clérigos.

No norte do país há dois centros: 
- Porto, com influências espanholas e decoração exuberante, associadas às ideias vindas de Itália.
- Braga (tardo-barroco), em que a decoração típica do românico e manuelino se associam às ideias barrocas e chinesas, marcadas por uma decoração exótica. (Igreja de S. Vicente de Braga, Igreja de Santa Madalena.).

No sul também encontramos dois centros: 
- Alto Alentejo, que nos apresenta um barroco mais neoclássico, simples e regular. Por exemplo, a Igreja de Nossa Senhora da Lapa em Vila Viçosa
- Lisboa, com o Convento de Mafra, cujas influências advêm da Alemanha.

## Arquitectura palaciana

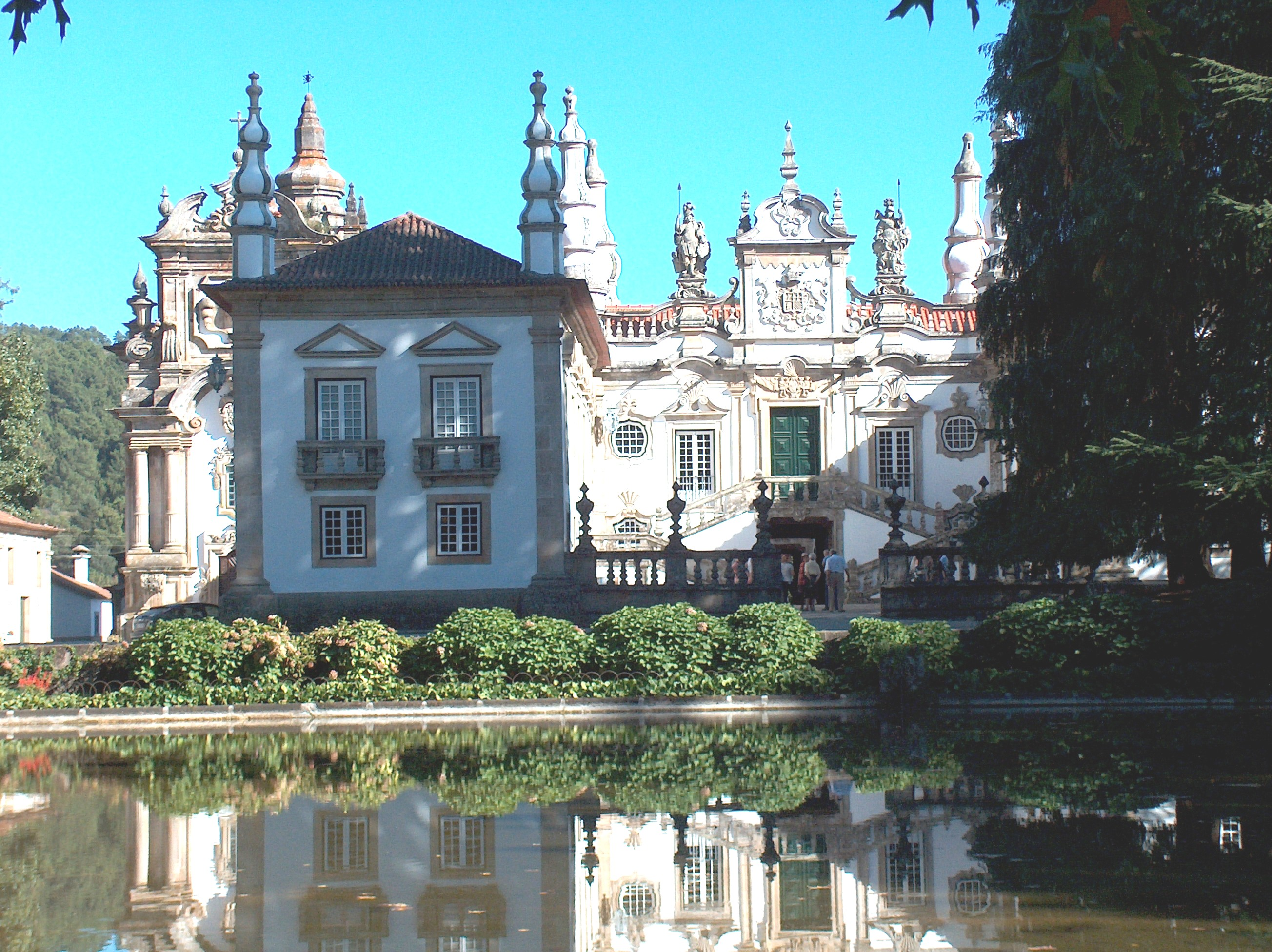
Solar de Mateus.

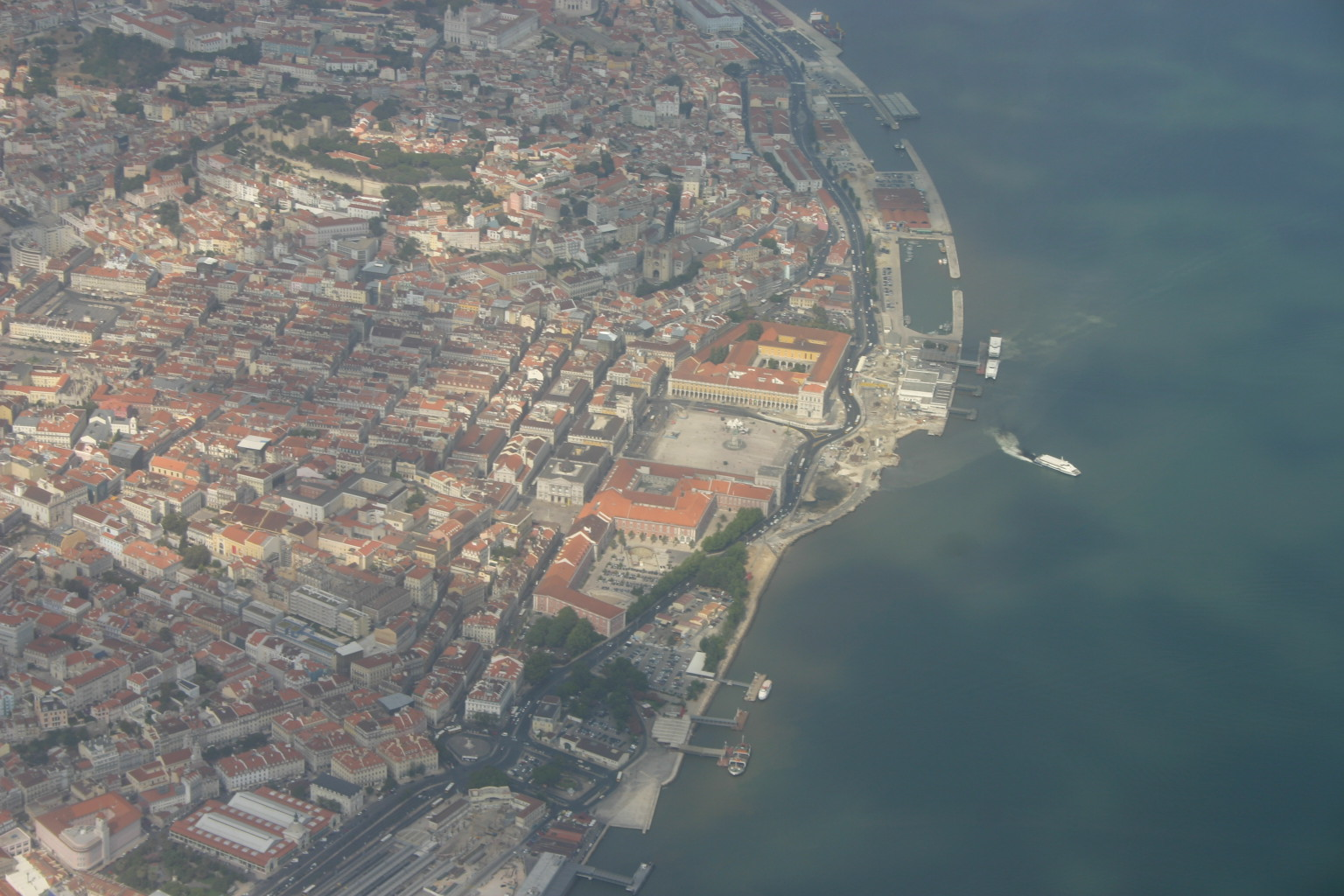
Baixa Pombalina.

Neste tipo de arquitectura, é de referir os palácios e solares, maioritariamente particulares. Inicialmente, regulares, ao estilo renascentista, depressa se transformam, adquirindo uma forma em «U», adornada com escadarias, jardins, fontes, ao estilo francês.
- Palácio Fronteira, em S. Domingos de Benfica, Lisboa;
- Solar de Mateus, Vila Real (Nasoni);
- Palácio do Freixo, Porto (Nasoni);
- Quinta da Prelada, Porto (Nasoni);
- Edifício da Câmara (André Soares);
- Casa do Raio (André Soares).

## Urbanismo
O urbanismo, propriamente dito, inicia-se no nosso país com o Marquês de Pombal. Após a destruição provocada pelo terramoto de 1755, era necessária uma reconstrução rápida e económica. Assim, o Marquês de Pombal opta por Manuel da Maia, Eugénio dos Santos e Carlos Mardel para este projecto. O projecto deste grupo criou uma Lisboa funcional e dinâmica, com ruas paralelas e perpendiculares. Os edifícios respeitavam a mesma traça (altura igual, simetria). É o chamado estilo pombalino, com a severidade maneirista e a frieza do neopaladianismo adoçados pelos elementos decorativos do Barroco e Rococó. [carece de fontes?]
Outra preocupação, que remonta ao tempo dos romanos, foi com o  abastecimento de água às populações. Assim, foi construído o Aqueduto das Águas Livres, em Lisboa.